# Jó estét nyár, jó estét szerelem (album)
A Jó estét nyár, jó estét szerelem! a Baby Sisters első nagylemeze. Az album a 10. helyet érte el a MAHASZ album eladási listán, és 18 hétig volt fent.

## Dalok
1. Rád gondolok 3:29
2. Jó estét nyár, jó estét szerelem 5:05
3. Lázadás a században 3:52
4. Nyúl úr története 4:04
5. Hideg csók 4:33
6. New York 4:26
7. Számíthatsz rám 4:51
8. Te + én 3:56
9. Szeress!!! 4:03
10. Egyszer élek 3:48
11. Rád gondolok (Náksi remix) (CD bonus track) 4:28

## Külső hivatkozások
Az album a zene.hu oldalon.